# 迫田利済
迫田 利済（さこた としなり、天明6年（1786年） - 安政2年9月21日（1855年10月31日））は、幕末の薩摩国の郡奉行。通称は太次右衛門（たじえもん）。若き日の西郷隆盛を郡方書役助（こおりかた かきやくたすけ）として雇った。西郷の聞き入れにより藩に年貢を下げるよう申し出たが、聞き入れられなかった。
辞職する時に薩摩藩の農政を批判し、「虫よ虫よ五ふし草の根を絶つな　絶たば己も共に枯れなん 」と歌を残したとされる。
墓所は鹿児島県鹿児島市南林寺町の曹洞宗松原山南林寺（現在は臨済宗相国寺派南洲寺）、戒名は風松堂淸山涼心居士。